# ジェイミー・ボールチ
ジェイミー・ボールチ（Jamie Steven Baulch、1973年5月3日- ）は、イギリスの陸上競技選手。1996年アトランタオリンピックの銀メダリストである。

## 経歴
ボールチはイングランド中部ノッティンガム出身のウェールズ人で、1990年代から2000年代前半にかけて、主に400mで活躍した短距離選手である。ジュニアの時代から活躍を見せ、1992年の世界ジュニア選手権では4×100mリレーでイギリス代表として優勝を果たしている。
ボールチがはじめて出場したオリンピックとなった、1996年のアトランタオリンピックでは4×400mリレーでイワン・トーマス、マーク・リチャードソン、ロジャー・ブラックとともにイギリス代表として出場。2分56秒60でアメリカに次いで銀メダルを獲得した。
ボールチは翌1997年のアテネで開催された世界選手権の4×400mリレーでも銀メダルを獲得。1999年の世界選手権でも同種目に出場しているが予選で敗退している。
ボールチは2000年シドニーオリンピックに出場。4×400mリレーで2大会連続のメダルを目指したが6位という結果に終わった。翌年のエドモントンで開催された世界選手権でも6位に終わった。

## 自己ベスト
- 100m - 10秒51 (1995年)
- 200m - 20秒84 (1994年)
- 400m - 44秒57 (1996年)

## 主な実績
| 年   | 大会                   | 場所                             | 種目         | 結果 | 記録      |
| ---- | ---------------------- | -------------------------------- | ------------ | ---- | --------- |
| 1992 | 世界ジュニア陸上選手権 | ソウル(韓国)                     | 4×100mリレー | 1位  | 39秒21    |
| 1994 | IAAF陸上ワールドカップ | ロンドン(イギリス)               | 4×400mリレー | 1位  | 3分01秒34 |
| 1996 | オリンピック           | アトランタ(アメリカ合衆国)       | 4×400mリレー | 2位  | 2分56秒60 |
| 1997 | 世界室内陸上選手権     | パリ(フランス)                   | 400m         | 2位  | 45秒62    |
| 1997 | 世界陸上選手権         | アテネ(ギリシャ)                 | 400m         | 8位  | 45秒22    |
| 1997 | 世界陸上選手権         | アテネ(ギリシャ)                 | 4×400mリレー | 2位  | 2分56秒65 |
| 1998 | ヨーロッパ陸上選手権   | ブダペスト(ハンガリー)           | 4×400mリレー | 1位  | 2分58秒68 |
| 1998 | コモンウェルスゲームズ | クアラルンプール(マレーシア)     | 4×400mリレー | 3位  | 3分01秒86 |
| 1998 | IAAF陸上ワールドカップ | ヨハネスブルグ(南アフリカ共和国) | 4×400mリレー | 2位  | 2分59秒71 |
| 1999 | 世界室内陸上選手権     | 前橋(日本)                       | 400m         | 1位  | 45秒73    |
| 1999 | 世界陸上選手権         | セビリヤ(スペイン)               | 400m         | 7位  | 45秒18    |
| 2000 | オリンピック           | シドニー(オーストラリア)         | 4×400mリレー | 6位  | 3分01秒22 |
| 2001 | 世界陸上選手権         | エドモントン(カナダ)             | 4×400mリレー | 6位  | 3分01秒26 |
| 2002 | ヨーロッパ陸上選手権   | ミュンヘン(ドイツ)               | 4×400mリレー | 1位  | 3分01秒25 |
| 2002 | コモンウェルスゲームズ | マンチェスター(イングランド)     | 4×400mリレー | 2位  | 3分00秒41 |
| 2003 | 世界室内陸上選手権     | バーミンガム(イギリス)           | 400m         | 3位  | 45秒99    |